# 電通ジャパニメーションスタジオ
電通ジャパニメーションスタジオ（でんつうジャパニメーションスタジオ、英文名称：Dentsu Japanimation Studio、略称：DJS）は、電通の海外ネットワークを活用し、国内及び世界中のクライアントのためにサービスを提供する社内横断組織である。

## 概要
2012年から4年間、上海の電通に海外赴任していた武藤隆史が現地社員の日本アニメに対する熱量に驚いたものの、海外の電通拠点はアニメの仕事がしづらい環境にあるという実情を目の当たりにした。そこで、2016年の日本帰国時に、電通ジャパニメーションスタジオの設立にこぎつけた。

## 沿革
- 2018年10月22日 - 電通は商品やサービスをPRするためのオリジナル映像をアニメで制作する体制を構築したことを発表し、本社内にグループ横断組織「Dentsu Japanimation Studio」（電通ジャパニメーションスタジオ）の本部を設置した[3]。
- 2020年7月27日 - 武藤隆史代表が、博報堂ブロックチェーン・イニシアティブの伊藤佑介と共に一般社団法人オタクコイン協会の理事に就任し、電通ジャパニメーションスタジオは同協会の正会員となった[4][5]。
- 2022年 - 公式サイトの消滅及び主な活動の記事が確認できない状況であり。代表である武藤隆史がアニメーション領域ではない部署異動をしている事から考察すると社内組織は解体された可能性が高い[6]

## 提携スタジオ（50音順）
- アンサー・スタジオ
- カナバングラフィックス
- シグナル・エムディ
- 小学館ミュージック&デジタル エンタテイメント
- studio CANDYBOX
- StudioGOONEYS
- スタジオコロリド
- Seven Arcs
- デイヴィッドプロダクション
- トムス・エンタテインメント
- バンダイナムコフィルムワークス
- バンダイナムコピクチャーズ
- ぴえろ
- Production I.G
- ポリゴン・ピクチュアズ
- 萌
- ライデンフィルム